# Montana Bluff
Montana Bluff är en bergstopp i Antarktis. Den ligger i Sydshetlandsöarna. Argentina, Chile och Storbritannien gör anspråk på området. Toppen på Montana Bluff är 483 meter över havet.
Terrängen runt Montana Bluff är varierad. Trakten är glest befolkad. Närmaste befolkade plats är forskningsstationen St. Kliment Ohridski, 8,6 kilometer väster om Montana Bluff. 